# Lapxinka
Lapxinka (en rus: Лапшинка) és un poble de l'óblast de Kaluga, a Rússia, que en el cens del 2010 tenia 130 habitants, pertany al districte de Bórovsk.